# Mesopristes
Mesopristes is een geslacht van straalvinnige vissen uit de familie van tijgerbaarzen (Terapontidae). Het geslacht is voor het eerst wetenschappelijk beschreven in 1845 door Bleeker.

## Soorten
- Mesopristes argenteus (De Vis, 1884)
- Mesopristes cancellatus (Cuvier, 1829)
- Mesopristes elongatus (Guichenot, 1866)
- Mesopristes iravi (Yoshino, Yoshigou & Senou, 2002)
- Mesopristes kneri (Bleeker, 1876)